# Никитинская (Папуловское сельское поселение)
 Никитинская  — опустевшая деревня в Лузском муниципальном округе Кировской области.

## География
Расположена на расстоянии менее 3 км на северо-запад по прямой от деревни Папулово.

## История
Известна с 1859 года как деревня Никитинская (Малый Дор), где было дворов 17 и жителей 109, в 1926 (Никитинская) 34 и 146, в 1950 27 и 75, в 1989 17 жителей. Работали колхозы «Красный пахарь», «Заря». С 2006 по 2020 год находилась в составе Папуловского сельского поселения.

## Население
Постоянное население составляло 6 человек (русские 100%) в 2002 году, 0 в 2010.